# Carlo Bazzi
Carlo Bazzi, född 18 september 1875 i Torino, död 18 september  1947 i Milano, var en italiensk målare.

## Utställningar
- Nationell utställning i Milano, 1984
- Triennial of 1900, med sitt viktigaste arbete med titeln "Soluppgång i Spluga" (Levata del sole allo Spluga), 1900[2][3]
- Brera National Art Exhibition, med arbeteo "Verso sera", 1922